# Alain Larrouquis
Alain Larrouquis (Orthez, 15 giugno 1950) è un ex cestista francese.
È il padre di Thomas Larrouquis.

## Carriera
Con la Francia ha disputato due edizioni dei Campionati europei (1977, 1983).